# Klasszikus kínai nyelv
A klasszikus kínai nyelv (kínaiul: 古文; pinjin: gǔwén; magyaros: kuven;  vagy 古典漢語; gǔdiǎn hànyǔ; kutien hanjü;  vagy 文言; wényán; venjan) a kínai nyelvnek az az írott változata, amelyen a Tavasz és ősz korszak végétől a Han-kor végéig (i. e. 5. sz. – i. sz. 3. sz.) keletkezett művek létrejöttek. Ezen a nyelven írták például a nagy konfuciánus klasszikusokat és a taoista alapműveket.

## Használata a császárkorban
A klasszikus nyelv létrejövetelekor a beszélt és az írott nyelv között valószínűleg nem volt túl nagy különbség. Később azonban a beszélt nyelv rengeteget változott, míg a hagyománytisztelő kínaiak a régi nagy bölcsek által használt nyelven nem akartak változtatni, s továbbra is klasszikus nyelven írtak. Így aztán a beszélt és az írott nyelv egyre távolodott egymástól. A klasszikus nyelv egészen a császárság bukásáig, 1911-ig Kína hivatalos írott nyelve maradt, s a két-két és fél évezred alatt – legalábbis a beszélt nyelvhez képest – igen keveset változott. Szerepe hasonlított a latinéhoz a középkori Európában. Nagyjából Szung (Song)-kortól (960–1279) létrejött a kínai írásbeliség kettőssége: a hivatalos iratokat, leveleket, filozófiai értekezéseket, s mindent, ami „komolynak” számított, klasszikus nyelven írtak; de emellett megjelent és egyre nagyobb tért nyert a pajhua (baihua) (白話; Báihuà) „tiszta beszéd” néven ismert köznyelvet használó irodalom. A baihuában főleg színdarabokat és regényeket írtak. Az 1910-es évektől elindult a pajhua (baihua)-mozgalom: ez azt akarta elérni, hogy az oktatás és a szépirodalom nyelvévé a klasszikus helyett a köznyelv váljék. Az 1920-as évektől kezdve az írók szinte kizárólag pajhuá (baihuá)ban írtak, s az 1949-es kommunista hatalomátvétel után a klasszikus kínai használata teljesen háttérbe szorult.

## Mai szerepe
Az, hogy a klasszikus kínait egész szövegek írására nem használják többé, nem azt jelenti, hogy nyomtalanul eltűnt. Egy-egy klasszikus idézet, szólás, klasszicizáló stílusban fogalmazott mondat, vers stb. szinte minden kínai szövegben előfordul; szépirodalmi mű elképzelhetetlen klasszikus kitételek nélkül, de még a pártlap vezércikkeiben is elő-előfordul egy-egy klasszikus vagy klasszicizáló nyelvezetű bölcsesség. Különös módon, klasszicizáló stílusú mondatokkal a leggyakrabban a reklámokban találkozhatunk.

## A klasszikus kínai jellegzetességei
- Egyszótagúság; a modern kínai is alapvetően egyszótagú nyelv, de az a szótagokból gyakran képez többszótagú, „összetett” szót. A klasszikus kínaiban azonban nincsenek többtagú szavak, szinte kizárólag egyszótagú szavakból áll. Ennek következtében a klasszikus kínai rendkívül tömör: ugyanaz, amit a modern kínai egy tíz-húsz írásjegyes mondattal fejez ki, klasszikus kínaiban 4–5 írásjeggyel leírható.
- Nyelvtani szabályok hiánya: a modern kínaihoz hasonlóan a klasszikus kínaiban sincs semmiféle ragozás, az egyes mondatrészek egymáshoz való viszonyát a szórend és a különböző nyelvtani segédszócskák fejezik ki. A klasszikus nyelvben azonban ezek a viszonyok sokkal homályosabbak, a szórendre nincsenek általános érvényű szabályok, a nyelvtani segédszavaknak pedig általában több jelentésük is van, ezért a klasszikus kínai mondatok jelentős része többféleképpen is értelmezhető.
- Szófajok hiánya: a szavak szófajokba sorolása a modern kínaiban is gondokat okoz, de a klasszikus kínaiban még ennyire sem lehet meghúzni a határokat a különböző szófajok között. Az esetek többségében nem lehet eldönteni, hogy egy bizonyos szó milyen szófajú, ezt általában a mondatban betöltött szerepe határozza meg. Tehát például a fu (父; fù) „apa” szó lehet főnév: „apa”, és ige: „(jó) apaként viselkedik”.
- Többjelentésű szavak: A klasszikus kínai több mint két évezreden át volt az állandóan változó birodalom írott nyelve, amely az ősi szent könyvek iránti tisztelet miatt nem módosulhatott lényegesen. Ezért, hogy a nyelv továbbra is képes maradjon a változó világ leírására, az idők folyamán egy-egy írásjegyhez egyre több jelentés tapadt. Így aztán az írásjegyek nagy részének sok, olykor egymásnak is ellentmondó jelentése van.

Például a tien (tian) (天; tiān) írásjegynek egy közepes méretű szótár a következő jelentéseit adja meg: 
1. ég, égbolt; menny; időjárás; (egy) nap;
2. természet; a Legfelsőbb Uralkodó, Isten, Gondviselés; mennyei, isteni;
3. természetes (nem mesterséges);
4. férj;
5. nélkülözhetetlen.

Hogy a szót éppen melyik jelentésében használják, azt a szövegkörnyezet dönti el.

## Egy példa
Illusztrációként szolgálhat a következő mondat a konfucianizmus egyik alapművéből, a Beszélgetések és mondásokból (Lunyu 論語, I. 14.).
子曰君子食無求飽居無求安敏於事而慎於言就有道而正焉可謂好學也已
A klasszikus nyelvű szöveget írásjelek (pont, vessző stb.) sem tagolják, így az olvasóra hárul az a feladat is, hogy eldöntse, hol van egy-egy mondat vagy mellékmondat vége. A szavak jelentése a következő (általában sok jelentése van mindegyik írásjegynek, de itt csak a szövegben használt jelentés szerepel):
(mester) (mond) (úr, nemes) (mester, ember) (enni) (nincs, nem) (keres, kér) (jóllakott) (lakni) (nincs, nem) (keres, kér) (nyugalom) (élénk, gyors) (helyhatározó szócska, kb. -ban/‑ben) (ügy, dolog) (és, de) (óvatos) (-ban/‑ben) (beszéd) … (lehet) (nevez) (szeret) (tanul) (mondatzáró szócska) (már v. mondatzáró szócska)
Tőkei Ferenc fordításában: „A mester mondotta: »Ha a nemes ember étkezésében nem keresi a jóllakottságot, lakozásában nem keresi a kényelmet, gondos a szolgálataiban, körültekintő a beszédében (…), akkor elmondhatjuk róla, hogy szereti a tanulást.«”
A mondatnak más fordításai is lehetnek.